# بشیر سید عزاره
بشیر سید عزاره (به عربی: بشير سيد عزارة؛ زادهٔ ۳ مارس ۱۹۹۶) یک کشتی‌گیر فرنگی‌کار اهل الجزایر است. وی سابقه حضور در المپیک ۲۰۲۰ توکیو و المپیک ۲۰۲۴ پاریس را دارد.